# Credera Rubbiano
Credera Rubbiano ist eine norditalienische Gemeinde (comune) mit 1532 Einwohnern (Stand 31. Dezember 2023) in der Provinz Cremona in der Lombardei. Die Gemeinde liegt etwa 34 Kilometer nordwestlich von Cremona am Parco dell'Adda Sud und grenzt unmittelbar an die Provinz Lodi. Die südwestliche Gemeindegrenze bildet die Adda.